# Chorum (província)
Chorum (em turco: Çorum) é uma província (iller) do centro-norte da Turquia, com capital na cidade homónima. Tem 12 820 km² de área e em 2020 tinha 530 126 habitantes (densidade: 41,4 hab./km²). Uma parte da província faz parte da região (bölge) do Mar Negro (Karadeniz Bölgesi), embora as suas características geográficas sejam masi similares às das províncias Anatólia Central (İç Anadolu Bölgesi).